# Enrico IV (1984)
Enrico IV é um filme italiano de Marco Bellocchio que estreou em 1984.